# Matthew Hudson-Smith
Matthew Hudson-Smith (født 1994) er en britisk atlet , der specialiserer sig i 400 meter.

## Sportskarriere
Han repræsenterede sit land ved sommer-OL 2024 i Paris på 4x400 meter stafet, der vandt bronze.